# Grüner Barthainer
Der Grüne Barthainer ist eine Weißweinsorte, die früher in Südostösterreich, Slowenien und Kroatien in Rieden und auch als Pergolarebe vorkam. Heute ist sie nur mehr äußerst selten in Slowenien und Nordostkroatien als Spalierrebe zu finden. Sie ist möglicherweise mit der im Vinschgau noch vereinzelt in Hausweingärten anzutreffenden Fraueler identisch. Die Rebe ist starkwüchsig, ertragreich und schädlingsresistent.
Die Moste aus dieser Rebe wurden meist zusammen mit qualitativ höherwertigen Mosten gekeltert, gelegentlich aber auch reinsortig zu einem ziemlich sauren Haustrunk vergoren.
Siehe auch die Artikel Weinbau in Österreich, Weinbau in Kroatien und Weinbau in Slowenien sowie die Liste von Rebsorten.
Synonyme sind:
Barthainer, Grüner Barthainer, Jaucovec Absenger, Jauer, Javor, Kerhko-Padna, Kerhkosidez, Lahkopadna, Lakopadna, Milcher, Vagata Mata Bianca, Zelena Krhkopadna